# České srdce (hudební skupina)
České srdce je česká hudební skupina, založená v roce 1989. Původní sestavu tvořili Pavel Kučera (baskytara a zpěv), Michal Šenbauer (kytara), Karel Holas (housle) a Ondřej Mucha (bicí). V roce 1990 vydala kapela eponymní debutové album. Její projev spojuje melodický kytarový rock s inspirací keltskou hudbou, Michal Šenbauer styl skupiny charakterizoval v rozhovoru pro časopis Melodie: „Repertoár vychází ze spřízněnosti s hudebním cítěním v oblasti severního pobřeží Velké Británie.“ V jejím repertoáru jsou i coververze skladeb od skupin U2 nebo Led Zeppelin. Se skupinou spolupracovali Alan Stivell, Ronan Le Bars, Michal Pavlíček, Blanka Šrůmová a Lucie Bílá.

## Diskografie
- České srdce (1990)
- Srdce z Avalonu (1993)
- Pohřebiště hitů (1994)
- Oheň, voda, vzduch (1998)
- Znamení (2000)
- Náměsíčnej (2006)
- Noční motýl (2015)[5]